# Dark Endless
Dark Endless este primul album de studio al trupei suedeze Marduk. Albumul a fost lansat în anul 1992 de No Fashion Records  și remasterizat în anul 2006 de către Regain Records  .

## Tracklist
1. "Still Fucking Dead (Here's No Peace)" – 3:58
2. "The Sun Turns Black as Night" – 3:06
3. "Within the Abyss" – 3:41
4. "The Funeral Seemed to Be Endless" – 3:37
5. "Departure from the Mortals" – 3:24
6. "The Black..." – 4:03
7. "Dark Endless" – 3:53
8. "Holy Inquisition" – 4:25
9. "Departure from the Mortals" (Live) – 5:39 *
10. "Within the Abyss" (Live) – 5:38 *
11. "Still Fucking Dead" (Live) – 2:05 *
12. "The Black Goat" (Live) – 2:54 *
13. "Evil Dead" (Live, Death  cover) – 5:39 *

- Bonus track de la versiunea remasterizată de Regain Records în 2006. *

## Componență
- Andreas "Dread" Axelsson - voce
- Magnus Devo Andersson - chitară
- Morgan Steinmeyer Håkansson - chitară
- Rikard Kalm - bas
- Joakim Göthberg  - baterie,voce